# Jaskinia Ciepła
Jaskinia Ciepła – jaskinia w Dolinie Kościeliskiej w Tatrach Zachodnich. Wejście do niej znajduje się w zboczach Żaru, na wysokości 1350 metrów n.p.m. Długość jaskini wynosi 19 metrów, a jej deniwelacja 5,40 metra.

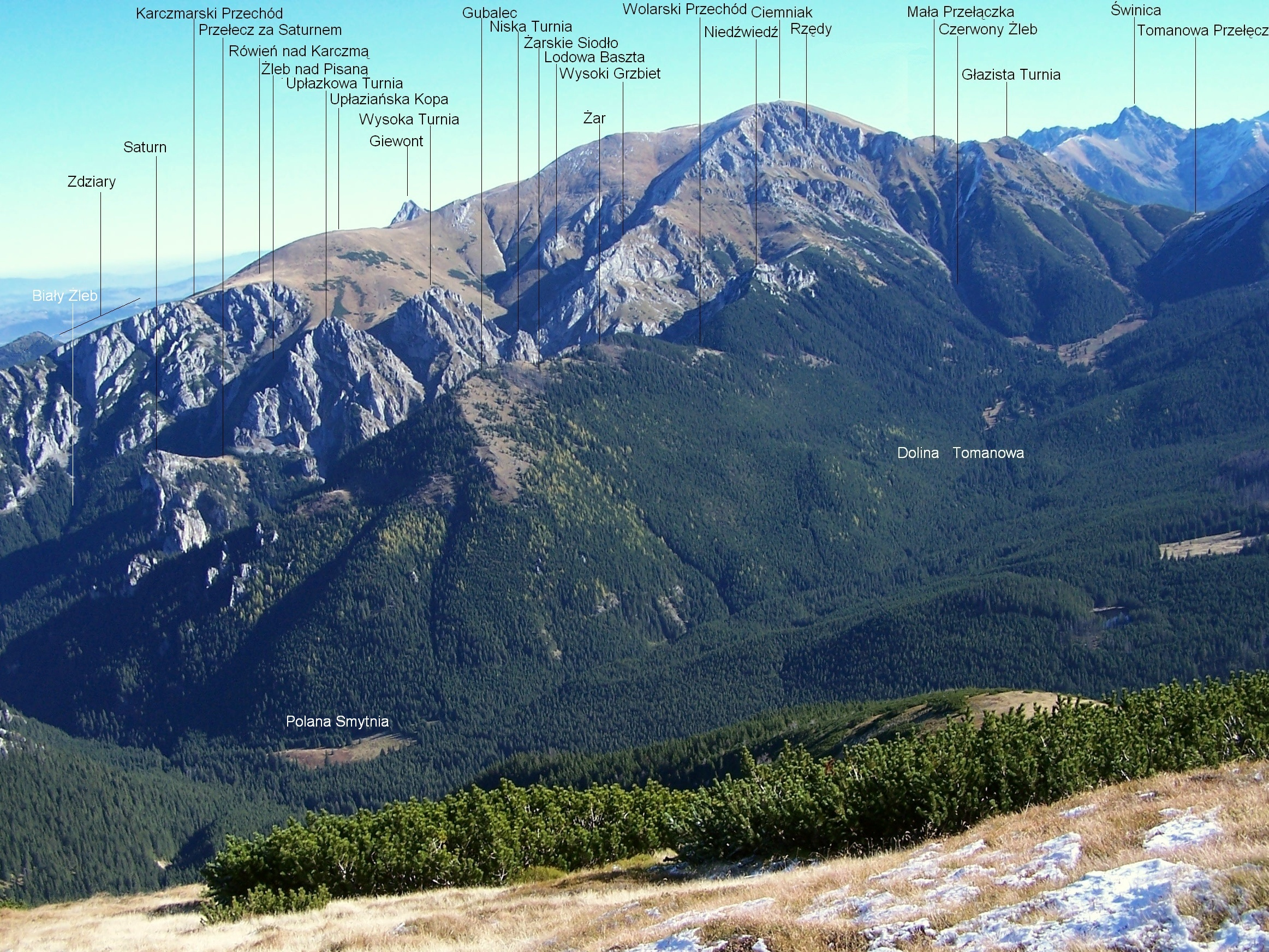
Na pierwszym planie Żar i Gubalec

## Opis jaskini
Jaskinię stanowi kilkunastometrowy, idący w dół korytarz kończący się w niewielkiej salce. Ma ona strome dno i znajduje się w niej 2-metrowy kominek. Zamknięta jest zawaliskiem. 
Idąc korytarzem, po paru metrach od otworu, mija się poprzeczną szczelinę długości 3 metrów. 

## Przyroda
W jaskini można spotkać mleko wapienne i grzybki naciekowe. 
Światło dzienne dociera do głębokości 3 metrów w głąb jaskini. 
Znaleziono w niej poroże sarny i czaszkę świstaka.

## Historia odkryć
30 czerwca 2007 roku jaskinię odkryli: A. Ciszewski, M. Ciszewski, J. Nowak i E. Wójcik. Parę miesięcy później pierwszy plan i opis jaskini wykonał J. Nowak przy współpracy E. Wójcik.